# Abejorral (kommun)
Abejorral är en kommun i Colombia.   Den ligger i departementet Antioquía, i den centrala delen av landet, 190 km nordväst om huvudstaden Bogotá. Antalet invånare är 20 249.